# 紅河デルタ

紅河デルタ（ベトナム）の位置

紅河デルタ（こうがデルタ, ベトナム語：Đồng bằng sông Hồng / 垌平瀧紅?, 英語: Red River Delta）は、ベトナムを構成する地方の一つであり、ベトナム北部に位置している。トンキン・デルタまたはホン川デルタと呼称されることもある。

## 行政区分
紅河デルタにはベトナムの首都ハノイ市（河内市）、ハイフォン市（海防市）の2つの中央直轄市、8つの省が属している。
- ヴィンフック省（永福省）
- タイビン省（太平省）
- ナムディン省（南定省）
- ニンビン省（寧平省）
- ハイズオン省（海陽省）
- バクニン省（北寧省）
- ハナム省（河南省）
- フンイエン省（興安省）

かつてはハタイ省（河西省）も存在したが、2008年8月1日をもってハノイ直轄市と合併し吸収された。

## 地理
紅河デルタの領域は紅河（またはホン川）を中心として広がっており、紅河河口でトンキン湾に面している。ベトナム全土に占める領域面積はそれほど大きくないが、領域に属する省の人口は他地域と比べ総じて多い。
三角州には、7951平方キロメートルの水田を始めとする農地があり、田畑や宅地を囲むように堤防が築かれている。堤防は水田から7～8mの高さで築かれているが、雨季にはその堤防の高さ一杯にまで水が流れるため、ひとたび堤防が決壊すると、洪水による甚大な被害が発生する。
紅河デルタには、河川が氾濫して土砂が堆積することでつくられる自然堤防が、ヴィエッチからハノイを経て、東はハイズオンまで、南はフーリーまでの河川沿いに存在する。
海沿いの地域にはメヒルギ（Kandelia candel）などからなるマングローブ、そして塩性湿地、砂丘などの多様な生態系があり、塩生植物の植物群落が主な植生である。ナムディン省のスアントゥイ国立公園とタイビン省のティエンハイ県に湿地が多く、ヘラシギ、クロトキ、サンコウチョウなどの渡り鳥の渡来地として重要であるほか、一帯にイリエワニ、ジュゴンなどの動物も生息している。スアントゥイ国立公園は1982年にベトナム初のラムサール条約登録地となった。また、デラクールラングールの生息地で、カルスト地形が発達しているニンビン省のヴァンロン湿地自然保護区もラムサール条約登録地である。

## 経済
紅河デルタでは、ドンソン文化の時代から稲作が行われてきたが、10世紀頃からキン族（京族）が堤防の設置による農地の開拓を開始し、19世紀初頭までには臨海部を除いて水田が広がり、二期作も実施されるようになった。
しかし、それ以降はコメの増産が頭打ちとなり、不作になるとコメの収穫量が地域人口に対して不足するようになったため、旱魃・洪水が起きる度に、大量の難民が南部のメコン・デルタへと押し出されていった。
ベトナム社会主義共和国成立後は、主に有機肥料の活用や、稲の品種改良による、コメ収穫量の拡大が行われている。

## ベトナム戦争とデルタ地帯
ベトナム戦争時、首都ハノイや港湾工業都市ハイフォンなど当時の北ベトナムの重要拠点が数多く存在することから、紅河デルタは絶えずアメリカ軍による爆撃（北爆）を受け続けていた。
1972年、北ベトナムは、アメリカがデルタ地帯一帯の堤防や水門を意図的に爆撃していると非難。7月までに149ヶ所の堤防と水門が破壊されたと発表。アメリカ側は偶発的な被弾が12ヶ所あっただけと反論したが、国内外から堤防の爆撃に対する非難の声があがった。